# Bít tết quay
Bít tết quay là một món ăn truyền thống của Anh, gồm thịt bò được đem đi quay. Về cơ bản nó là một món chính, nhưng những miếng thịt thừa cũng thường được sử dụng với bánh mì hoặc băm nhỏ. Ở Vương quốc Anh, Hoa Kỳ, Canada, Ireland, Nam Phi, New Zealand và Úc, bít tết quay là một trong những loại thịt truyền thống được phục vụ vào bữa trưa hoặc bữa tối Chủ nhật, mặc dù nó cũng thường được phục vụ như một loại thịt nguội trong các cửa hàng thức ăn ngon, thường có trong bánh sandwich. Một món ăn phụ truyền thống của bít tết quay là bánh pudding Yorkshire.
Bít tết quay là món ăn quốc gia đặc trưng của Anh và mang ý nghĩa văn hóa đối với người Anh, có trong bản ballad năm 1731 "The Roast Beef of Old England".

## Lịch sử
Mặc dù vậy, bít tết quay thường không được tiêu thụ ở nước Anh thời trung cổ: "không có bữa tiệc thời trung cổ nào có... bít tết quay, ngay cả ở Anh".

## Nghệ thuật ẩm thực
Sandwich bít tết weck là một món ăn truyền thống ở phía tây New York, có từ đầu những năm 1800. Bít tết quay thỉnh thoảng được ăn kèm với cải ngựa hoặc nước sốt cải ngựa. Ở Đan Mạch, nó chủ yếu được ăn chung bánh sandwich trần, được gọi là smørrebrød.

## Sandwich bít tết quay
Sandwich bít tết quay thường bao gồm bánh sandwich, bít tết quay nguội (hay thức ăn thừa từ bữa tối hoặc thịt nguội), rau diếp,  cà chua và mù tạt, mặc dù việc món ăn sử dụng các nguyên liệu như pho mát, cải ngựa, ớt tươi/bột, và hành tím không phải là hiếm.

## Hình ảnh

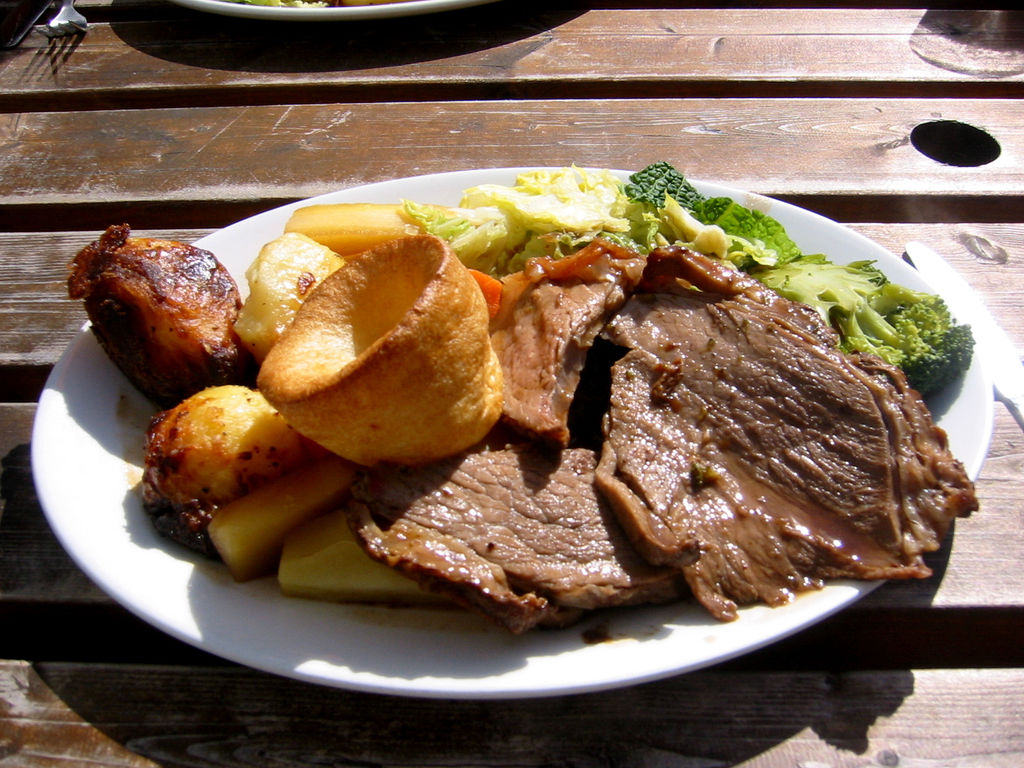
Món nướng chủ nhật bao gồm bít tết quay, khoai tây nướng, rau và bánh pudding Yorkshire
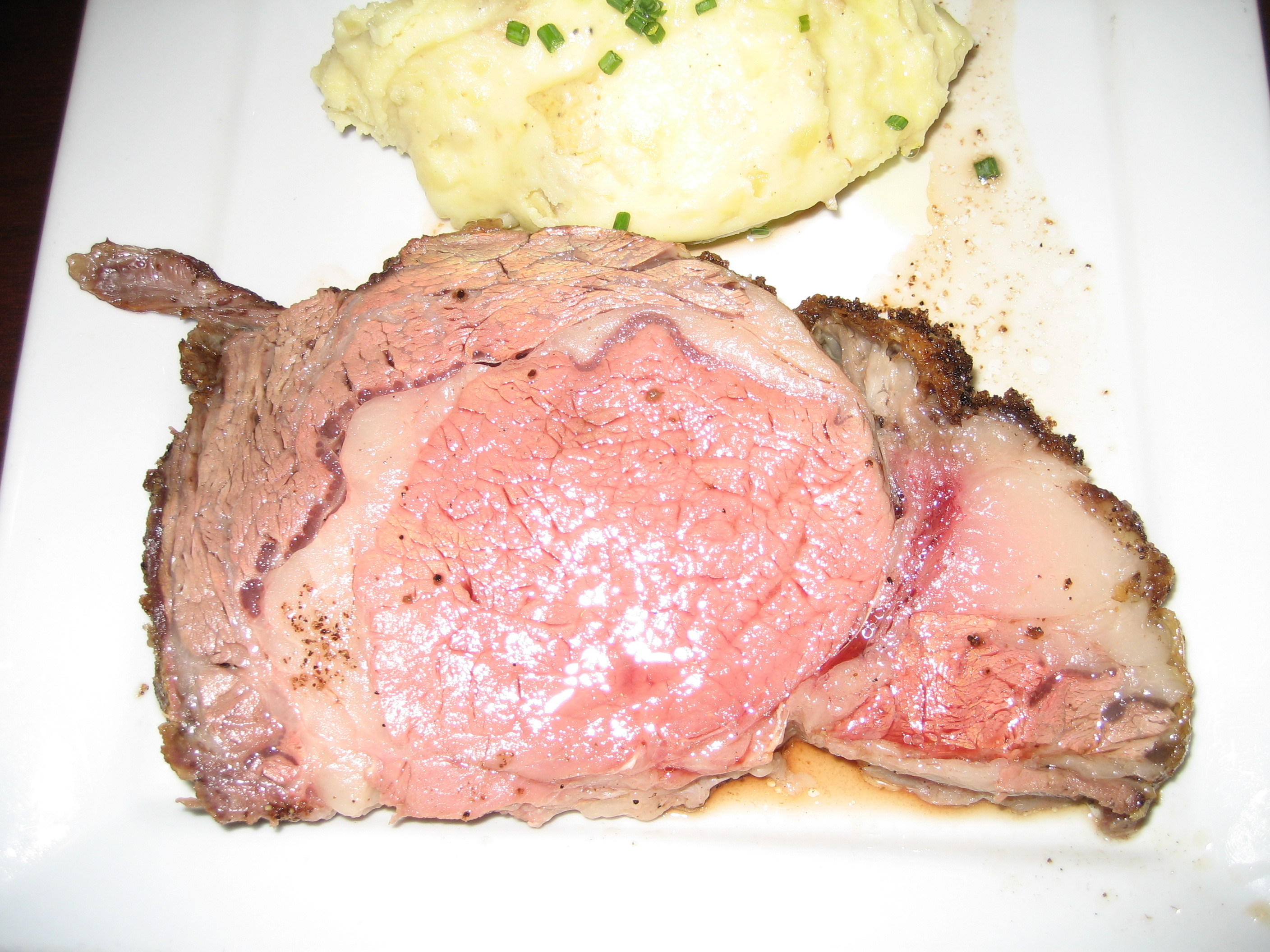
Một vài lát bít tết quay được phục vụ "vừa miệng ăn"
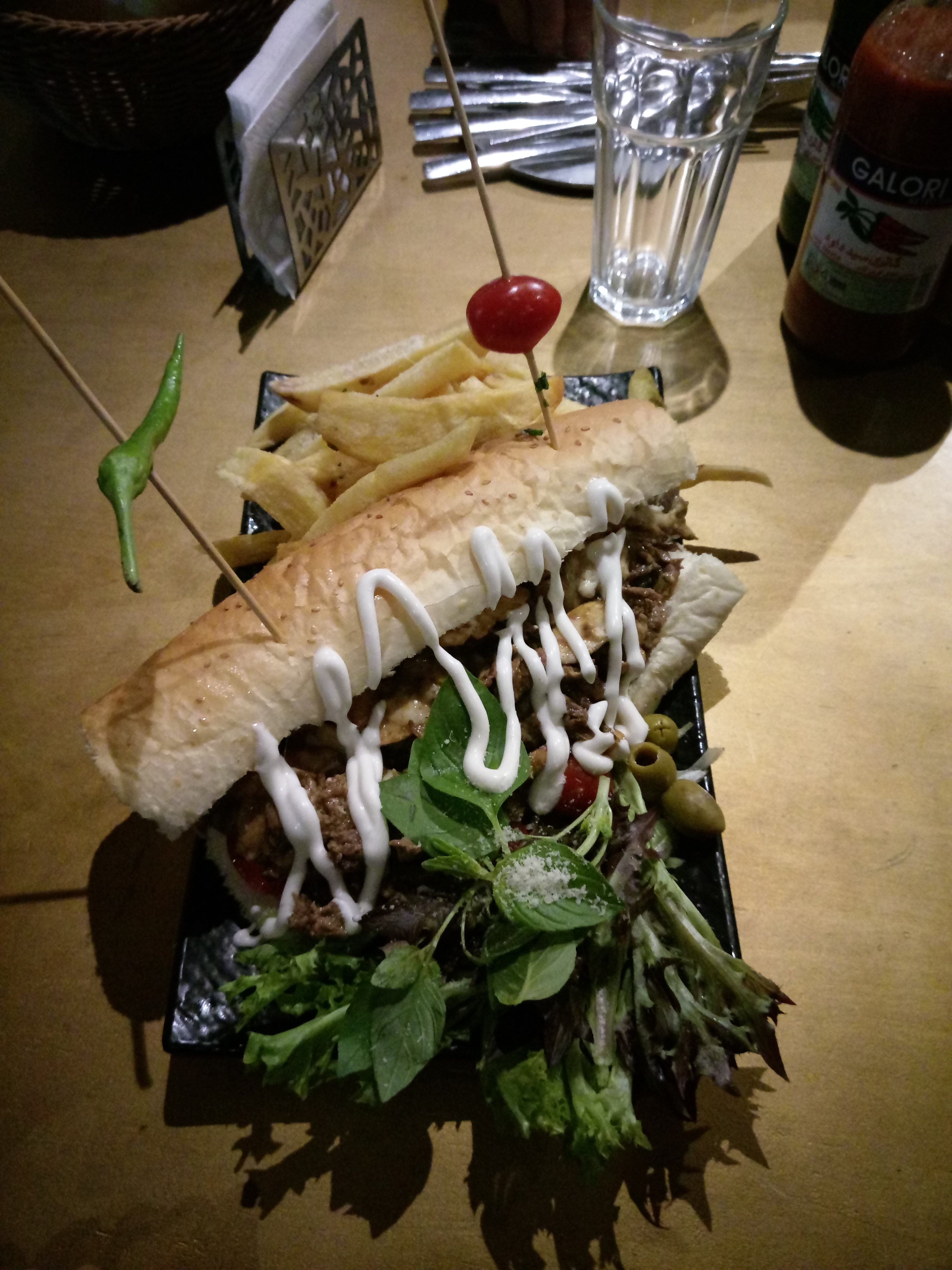
Sandwich bít tết quay
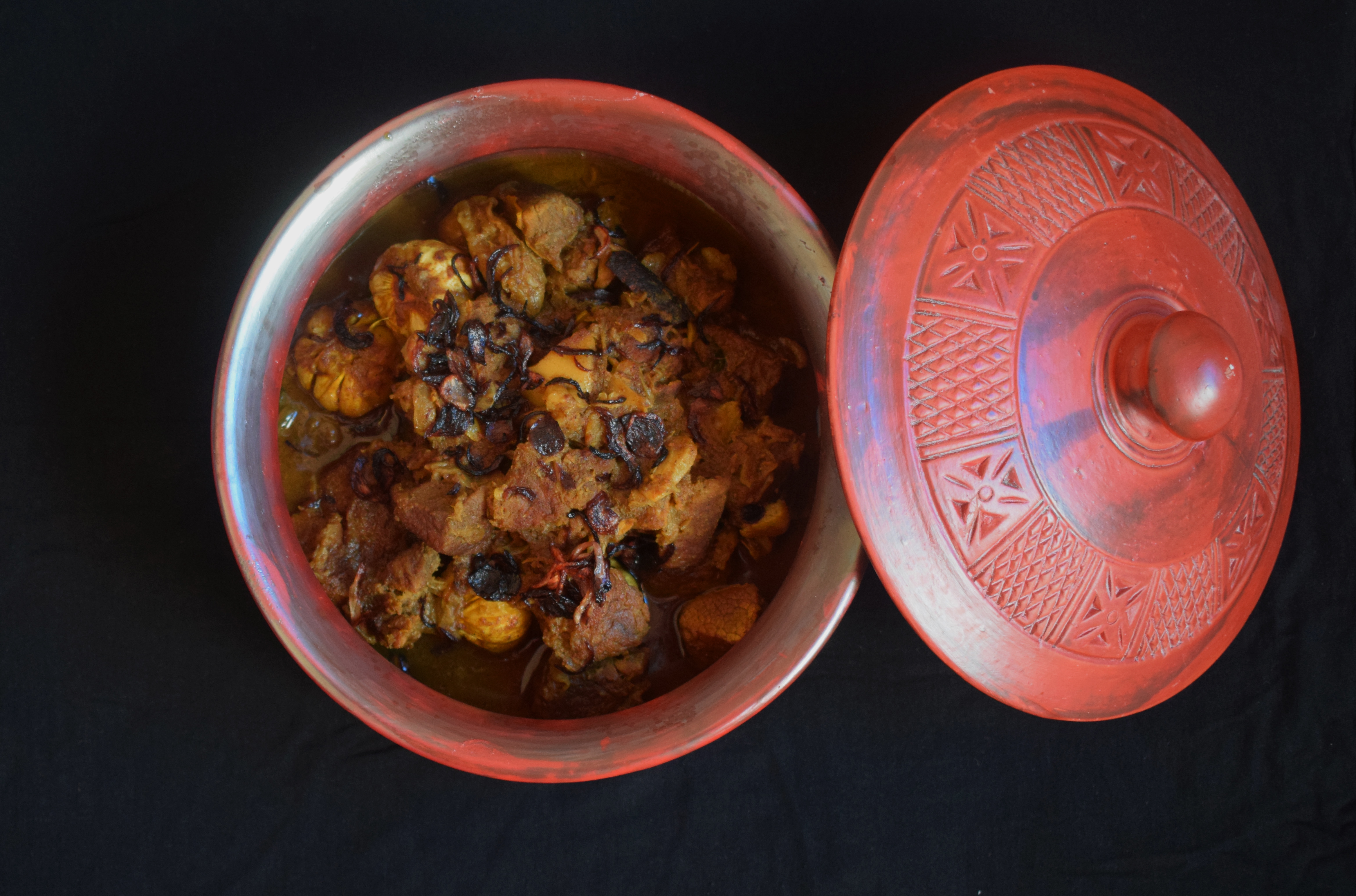
Bít tết quay